# Reinhard Gregor Kratz
Reinhard Gregor Kratz FBA (* 25. Juli 1957 in Offenbach am Main) ist ein deutscher evangelischer Theologe und Professor für Altes Testament an der Georg-August-Universität Göttingen.

## Leben
Nach Studien in Frankfurt, Heidelberg und Zürich folgte eine Tätigkeit als Assistent für Altes Testament am Lehrstuhl von Odil Hannes Steck in Zürich.
Im Anschluss an das Vikariat in der Evangelisch-reformierten Landeskirche des Kantons Zürich wurde er 1987 zum Verbi Divini Minister ordiniert.
Im gleichen Jahr wurde er mit einer Arbeit über die aramäischen Danielerzählungen zum Dr. theol. promoviert. 1990 folgte seine Habilitation mit der Arbeit Kyros im Deuterojesajabuch. Seit 1995 ist er ordentlicher Professor für Altes Testament an der Georg-August-Universität Göttingen. 1999 wurde er als ordentliches Mitglied in die Akademie der Wissenschaften zu Göttingen aufgenommen.
Im akademischen Jahr 2002/2003 wurde er als Fellow an das Wissenschaftskolleg zu Berlin berufen. Das akademische Jahr 2006/2007 verbrachte er als Fowler Hamilton Visiting Research Fellow am Christ Church College Oxford. 2009 lehnte er einen Ruf der Humboldt-Universität zu Berlin auf eine W3-Professur ab. 2014 lehnte er einen Ruf an die Universität Oxford ab. 2025 wurde er auswärtiges Mitglied der British Academy.

## Forschungsschwerpunkte
Zu seinen Forschungsschwerpunkten gehören vor allem die Literatur- und Redaktionsgeschichte des Alten Testaments. Dabei belebt er ein redaktionsgeschichtliches Bild der erzählenden Bücher des Alten Testaments wieder, welches in seinen Ursprüngen auf Julius Wellhausen zurückgeht. Demnach ist der Buchkomplex von Genesis bis 2. Könige von einer übergreifenden Redaktion zu einem großen Jerusalemer Geschichtswerk (Enneateuch) zusammengearbeitet worden und erst nachträglich in die Buchgruppen Pentateuch und Vordere Propheten unterteilt worden. Damit nimmt Kratz in der aktuellen Debatte um die Entstehung von Pentateuch und Deuteronomistischem Geschichtswerk eine Sonderposition ein.
Ein weiterer Forschungsschwerpunkt ist die altorientalische und alttestamentliche Prophetie, er untersucht vornehmlich Deuterojesaja und Daniel.
Seine neueren Arbeiten beschäftigen sich zunehmend mit der Geschichte des Judentums in persischer und hellenistischer Zeit, insbesondere mit den Phänomenen Elephantine und Qumran.

## Aktuelle Forschungsprojekte
- Vorsitzender der Leitungskommission des Septuaginta-Unternehmens der Akademie der Wissenschaften zu Göttingen.
- Leiter der Abteilung für Qumranforschung im Institut für Spezialforschungen und des Langfristvorhabens „Hebräisches und aramäisches Lexikon über die Texte vom Toten Meer“ der Akademie der Wissenschaften zu Göttingen.
- Zweiter Sprecher für das Graduiertenkolleg „Götterbilder – Gottesbilder – Weltbilder. Polytheismus und Monotheismus in der Welt der Antike“.
- Direktor des Centrum Orbis Orientalis (CORO) – Zentrum für semitistische und verwandte Studien.
- Mitglied im Nordic-German Network for Old Testament (OTSEM)
- DFG-Projekt „The Interpretation of the Book of Genesis in the Dead Sea Scrolls“ in Kooperation mit der Universität Haifa (Devorah Dimant)

## Werke (Auswahl)
- Translatio imperii. Untersuchungen zu den aramäischen Danielerzählungen und ihrem theologiegeschichtlichen Umfeld (Wissenschaftliche Monographien zum Alten und Neuen Testament 63). Neukirchener Verlag, Neukirchen-Vluyn 1991, ISBN 3-7887-1322-4 (zugl. Dissertation, Universität Zürich 1987).
- Kyros im Deuterojesaja-Buch. Redaktionsgeschichtliche Untersuchungen zu Entstehung und Theologie von Jes 40–55 (Forschungen zum Alten Testament 1). Mohr, Tübingen 1991, ISBN 3-1614-5757-9 (zugl. Habilitation, Universität Zürich 1990).
- Die Komposition der erzählenden Bücher des Alten Testaments. Grundwissen der Bibelkritik (UTB 2157). Vandenhoeck & Ruprecht, Göttingen 2000, ISBN 3-8252-2157-1.
- Die Propheten Israels (Beck’sche Reihe Wissen 2326). Beck, München 2003, ISBN 3-406-48026-8.
- Kleine Schriften. Drei Bände (= Forschungen zum Alten Testament, Bd. 42, 74 u. 102). Mohr Siebeck, Tübingen 2004/2011/2015.
- Historisches und biblisches Israel. Drei Überblicke zum Alten Testament. Mohr Siebeck, Tübingen, 2., durchgesehene und erweiterte Auflage 2017, ISBN 978-3-16-155125-3.
- Die Propheten der Bibel. Geschichte und Wirkung. C. H. Beck, München 2022, ISBN 978-3-406-78190-2.
- Qumran. Die Schriftrollen vom Toten Meer und die Entstehung des biblischen Judentums. Beck, München 2022, ISBN 978-3-406-78174-2.
- "Väterliche Gesetze" und das Gesetz des Mose. Die Rolle der Tora im judäischen Aufstand gegen Antiochos IV (= Tria corda, Bd. 16). Mohr Siebeck, Tübingen 2024, ISBN 978-3-16-162741-5.
- Torastudien (= Beihefte zur Zeitschrift für die alttestamentliche Wissenschaft, Bd. 558). de Gruyter, Berlin 2024, ISBN 978-3-11-136631-9.